# Elza Furtado Gomide
Pour les articles homonymes, voir Furtado.
Elza Furtado Gomide (20 août 1925 - 26 octobre 2013) est une mathématicienne brésilienne et la première femme à obtenir un doctorat en mathématiques de l'université de São Paulo en 1950.

## Vie personnelle
Fille du professeur de mathématiques Cândido Gonçalves Gomide, et de Sofia Furtado Gomide, elle fait de la gymnastique dans le gymnase de la capitale de l'État de São Paulo (aujourd'hui l'école publique de São Paulo, dans le parc Dom Pedro II ). Il s’agissait du seul gymnase d’État de l’époque, situé à Rua do Carmo, où elle a terminé ses études secondaires en 1941. Son père a encouragé sa fille à suivre les études et sa carrière, après avoir été son professeur .

## Formation et carrière
Elza a obtenu son diplôme en physique, mais à mi-parcours, elle réalise déjà qu'elle préfère les mathématiques. Après avoir obtenu son diplôme, elle a été invitée à devenir assistante du professeur Omar Catunda au département de mathématiques. Elle a terminé une autre année de mathématiques et a commencé sa carrière en tant qu'enseignante et chercheuse. Dans le cadre de ses recherches, elle a travaillé en analyse mathématique et a publié de nombreux articles. 
Elza Gomide a été la première brésilienne à détenir un doctorat en mathématiques dans une institution brésilienne. Sa thèse « Sur le théorème d'Artin-Weil », dirigée par Jean Delsarte, sur un thème donné par André Weil - la conjecture de Weil - a été soutenue le 27 novembre 1950 à l'université de São Paulo. 
Elza, tout au long de sa carrière, est restée enseignante et s’est consacrée à la recherche jusqu’aux années 1960. En 1968, elle a été élue chef du département de mathématiques. Elle a commencé à agir sous le régime militaire dans les domaines liés à l'éducation. Elle s'est fortement impliquée lorsque le ministère a décidé d'imposer un diplôme en sciences, ce qui, à son avis, serait extrêmement préjudiciable, en particulier pour les mathématiques. 
Elza considère que le stimulus qu'elle a lui-même donné à plusieurs étudiants, sans l'annulation de sa participation au forum du premier cycle, est un fait extrêmement important. En 1990, après tout, ce forum a suscité un vaste débat sur la profession d'enseignant et le rôle de l'université dans la formation de professionnels qualifiés. En collaboration avec Lole de Freitas Druck, Elza a présenté une proposition de structure de programme pour le programme de diplôme en mathématiques qui, approuvée par le Forum avec la participation de nombreux enseignants, est restée pratiquement identique depuis sa mise en œuvre en 1994. 
Elle aimait énormément enseigner, ce qui l'a amenée à se consacrer totalement aux activités d'enseignement, tant à l'intérieur qu'à l'extérieur de la classe. Elle était fortement impliquée dans les luttes pour améliorer l'éducation en mathématiques.Elle a travaillé à l'USP de 1945 jusqu'à sa retraite obligatoire en 1995. Mais même après cela, elle a continué à enseigner pendant de nombreuses années alors qu’elle était en bonne santé.
Furtado participa à la création de la Société. de mathématiques de São Paulo et a été élue chef du département de mathématiques de l'université de São Paulo en 1968.

## Voir également
- Marília Chaves Peixoto, une autre mathématicienne brésilienne qui a obtenu son doctorat au Brésil en 1948.